# Sebastian Brehm

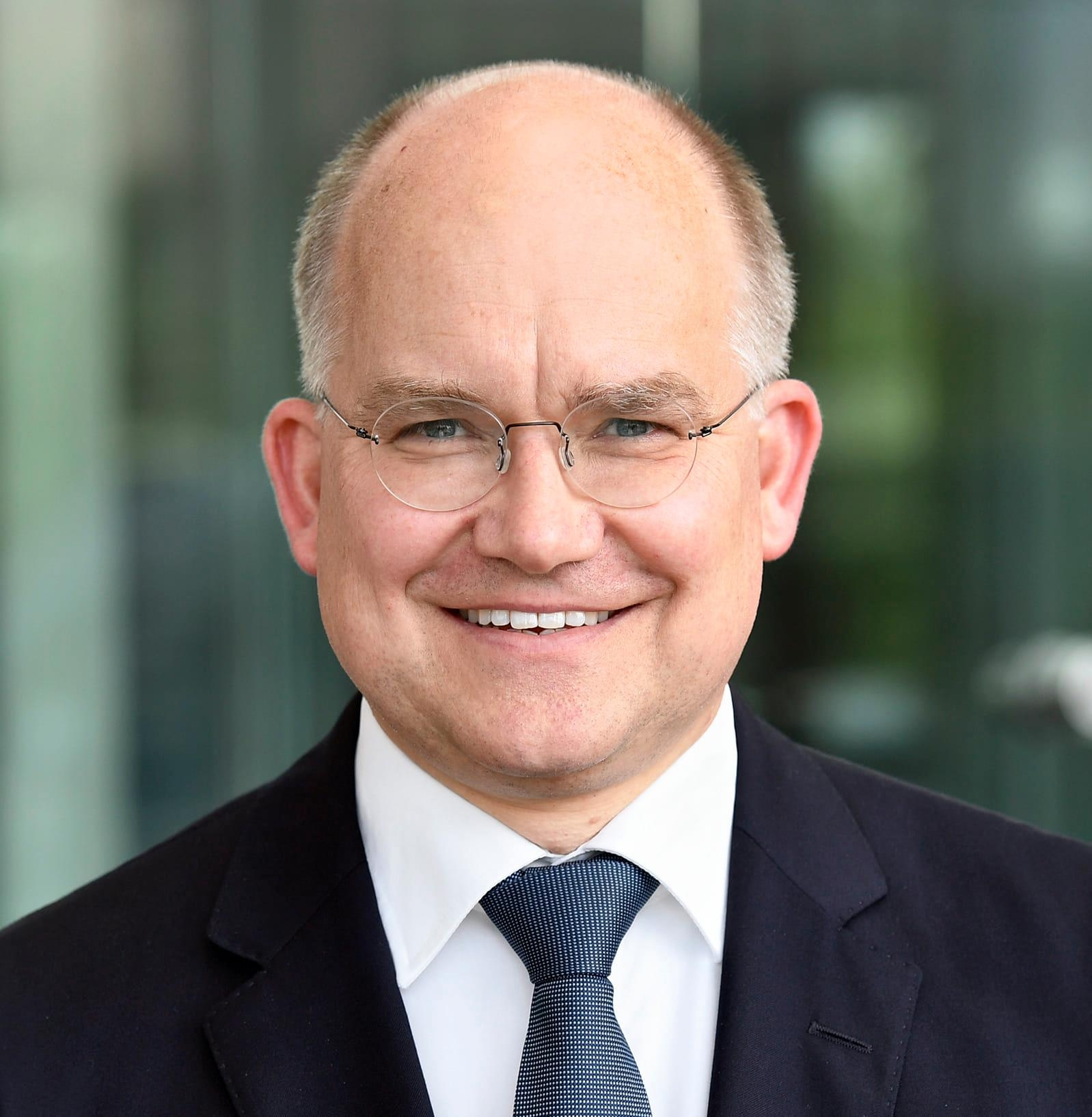
Sebastian Brehm (2021)

Sebastian Brehm (* 18. Oktober 1971 in Nürnberg) ist ein deutscher Politiker (CSU). Er war von 2017 bis 2025 Bundestagsabgeordneter für den Wahlkreis Nürnberg-Nord.

## Familie
Sebastian Brehm wurde als Sohn des Steuerberaters Peter Brehm geboren. Brehm ist evangelischer Konfession, verheiratet und Vater von zwei Kindern.

## Ausbildung und Beruf
Er wuchs in Nürnberg auf und absolvierte 1991 das Abitur an der Rudolf-Steiner-Schule Nürnberg. Die Waldorfschule im Nürnberger Stadtteil St. Jobst hat einen anthroposophischen Hintergrund. Brehm leistete im Anschluss seinen einjährigen Wehrdienst im Nachschubbataillon 4 im oberpfälzischen Amberg und erreichte den Dienstgrad Hauptgefreiter. Anschließend studierte er ab 1992 Betriebswirtschaftslehre an der Friedrich-Alexander Universität Erlangen/Nürnberg und schloss 1998 sein Studium erfolgreich als Diplom-Kaufmann ab. Nachfolgend begann er unmittelbar mit der Ausbildung zum Steuerberater und erhielt 2003 die Zulassung. Erste berufliche Erfahrungen sammelte Brehm in der Steuerkanzlei seines Vaters. Die Nürnberger Steuerkanzlei führte er danach in dritter Generation weiter. Brehm arbeitet trotz seines Bundestagsmandats als Steuerberater und zudem fungiert er als Geschäftsführer von drei Steuerberatungsgesellschaften.

## Partei

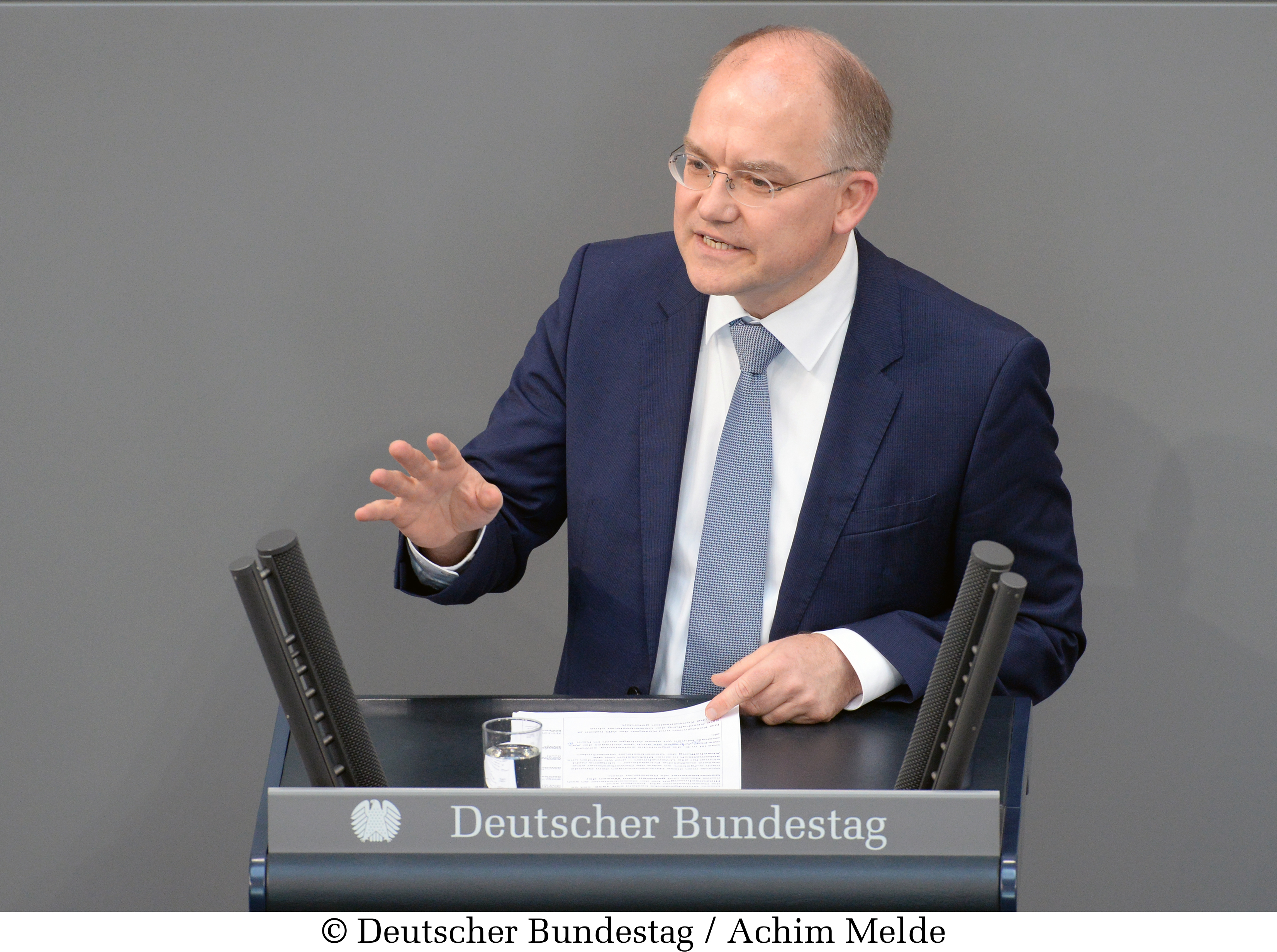
Brehm im Bundestag

Im Alter von 16 Jahren trat Brehm 1988 in die Schülerunion und die Junge Union ein. Zwei Jahre später wurde er zum Vorsitzenden des Stadtverbands Nürnberg der Schülerunion im Bezirksverband Nürnberg/Fürth/Schwabach gewählt. Den Vorsitz übte er bis 1992 aus. Von 1996 bis 1998 war Brehm Kreisvorsitzender der Jungen Union Nürnberg-Ost. Den Bezirksvorsitz der Jungen Union, Bezirksverband Nürnberg/Fürth/Schwabach hatte er von 1998 bis 2004 inne. Von 2003 bis 2005 war er stellvertretender Landesvorsitzender der Jungen Union Bayern.
Seit 1992 gehört er der Mittelstandsunion (MU) an und ist seit 2013 Kreisvorsitzender der Verbands Nürnberg-Ost. 2017 wurde er zum stellvertretenden Landesvorsitzenden der MU und zum Mitglied des Bundesvorstands Mittelstands- und Wirtschaftsunion (MIT) gewählt. Er gehört darüber hinaus der Steuerkommission der MIT an. 2022 wurde Sebastian Brehm zum Vorsitzenden der Mittelstands-Union Bayern gewählt.
Seit 2007 ist er Schatzmeister des CSU-Bezirksverband Nürnberg/Fürth/Schwabach und seit 2013 Kreisvorsitzender der CSU Nürnberg-Ost.
Im September 2021 wurde Sebastian Brehm auf dem Parteitag der CSU als Landesschatzmeister in das Präsidium gewählt und ist seitdem Mitglied des engeren Parteivorstandes.

## Kommunalpolitik
Von 2002 bis 2017 war Brehm Mitglied des Nürnberger Stadtrates. Er war als finanzpolitischer Sprecher der CSU-Fraktion in verschiedenen Stadtratsgremien wie Ältestenrat, Rechnungsprüfungsausschuss, Ausschuss für Stadtplanung und Werkausschuss Servicebetrieb Öffentlicher Raum vertreten. Im Jahre 2009 übernahm Brehm den Fraktionsvorsitz im Nürnberger Stadtrat. 2017 gab er diesen an den stellvertretenden Kreisvorsitzender der CSU, Marcus König, ab. 2013 wurde er als Bürgermeisterkandidat für die Kommunalwahlen 2014 in Nürnberg aufgestellt. Mit lediglich 24,1 Prozent der Stimmen erzielte er jedoch das schlechteste Ergebnis eines Nürnberger CSU-Kandidaten in der Nachkriegszeit. Das selbst gesteckte Ziel des Erreichens der Stichwahl verfehlte er, da der ehemalige Oberbürgermeister Ulrich Maly 67,1 Prozent der Stimmen auf sich vereinigen konnte.

## Bundestag
Bei der Bundestagswahl 2017 trat er im Wahlkreis Nürnberg Nord (244) an und gewann mit 45.340 Stimmen (31,3 Prozent) das Direktmandat als Nachfolger von Dagmar Wöhrl. Für die CDU/CSU-Fraktion war Brehm im 19. Deutschen Bundestag ordentliches Mitglied im Finanzausschuss und stellvertretendes Mitglied im Haushaltsausschuss sowie im Ausschuss für Menschenrechte und humanitäre Hilfe.
Darüber hinaus ist Brehm finanz- und haushaltspolitischer Sprecher der CSU im Deutschen Bundestag und leitet den Arbeitskreis III (Finanzen und Haushalt) der CSU-Landesgruppe.
Bei der Bundestagswahl 2021 konnte er mit 28,5 Prozent der Erststimmen sein Direktmandat mit einem Vorsprung von 5,9 Prozentpunkten zur Zweitplatzierten verteidigen.
Bei der Bundestagswahl 2025 holte er mit 30,2 Prozent die meisten Erststimmen im Wahlkreis. Wegen ungenügender Zweitstimmendeckung reichte das jedoch nach der Wahlrechtsreform 2023 nicht für den Wiedereinzug in den Bundestag.

## Ziele
Brehm setzt sich aktiv für die Senkung von Unternehmenssteuern bei Kapitalgesellschaften und Personengesellschaften ein und begründet dies mit dem internationalen Wettbewerb und der konjunkturellen Abkühlung. Er zielt auf eine weitere Reduzierung des derzeitigen Körperschaftsteuersatzes von 15 auf 10 Prozent. International zählt der aktuelle Steuersatz bereits zu den niedrigsten. Lediglich die Schweiz und Ungarn haben unter den OECD-Staaten einen niedrigeren Steuersatz als 10 Prozent.

## Strafverfahren
Am 31. Januar 2019 wurde die Genehmigung zur Durchführung eines Strafverfahrens mit einer Beschlussempfehlung des Bundestages erteilt. Eine Empfehlung des Ausschusses für Wahlprüfung, Immunität und Geschäftsordnung lag der Aufhebung der Immunität zugrunde. Das Bundesjustizministerium hatte die Aufhebung am 16. Januar 2019 beantragt. Nach dem Strafverfahren erfolgt eine berufsrechtliche Würdigung der zuständigen Generalstaatsanwaltschaft München, daher wurde die Immunität des CSU-Abgeordneten Brehm 2020 erneut aufgehoben. Dies war notwendig, damit das Steuerverfahren 2020 endgültig eingestellt werden kann.

## Nebentätigkeiten
Laut einer Auswertung des Zeitraums Herbst 2017 bis 31. Juli 2019 durch Spiegel und abgeordnetenwatch.de von Angaben, die jeder Parlamentarier über seine Einnahmen durch Nebentätigkeiten machen muss, führt Sebastian Brehm die Liste mit mindestens 1.383.500,00 Euro an. Stand August 2020 hatte Brehm seit seinem Einzug in den Bundestag mindestens drei Millionen Euro aus Nebentätigkeiten erhalten und hatte damit die höchsten Einnahmen aus Nebentätigkeiten unter den Abgeordneten zum Zeitpunkt der Erhebung. Auch 2022 bezog er aus Nebentätigkeiten 2.653.673 Euro ein und führte damit weiterhin die Liste der Abgeordneten mit den höchsten Nebeneinkünften an.
Brehm war bis zum 31. Januar 2018 Mitglied im Aufsichtsrat der Messe Nürnberg GmbH und im Aufsichtsrat der Wohnungsbaugesellschaft der Stadt Nürnberg mbH (kurz wbg). Im Klinikum Nürnberg zählte er bis 2018 zum Mitglied des Verwaltungsrates. Auch bei der Sparkasse Nürnberg wirkte er als Mitglied des Verwaltungsrates von 2008 bis Mai 2018 mit.